# Lucas Veloso
Lucas Henrique Veloso (Campina Grande, 28 de junho de 1996) é um ator, comediante, diretor, mímico, cartunista, artista plástico, músico e multi-instrumentista brasileiro, filho do humorista Shaolin.

## Biografia
Ator formado no curso do diretor Saulo Queiroz desde 2012, o filho do humorista Shaolin começou na carreira humorística aos 5 anos e desde então se dedicou aos palcos teatrais até 2016 mostrando o seu talento no humor, seguindo os passos do pai.
Em 2016, após uma passagem pela Record, estreou na terceira fase da novela Velho Chico como Lucas, apaixonado pela amiga Olívia (Giullia Buscacio). O rapaz conseguiu o papel após enviar vídeos de seus trabalhos para o diretor Luiz Fernando Carvalho, que na época estava à procura de atores nordestinos para atuar na trama.
Em 2017, atuou como Didico, na série da Rede Globo e do Viva, Os Trapalhões. Ainda nesse ano, participou da Dança dos Famosos, onde na primeira semana ficou na primeira colocação, sendo o primeiro participante da história do quadro a receber nota 10 do júri artístico, do júri técnico e da plateia. 
Além do sucesso na televisão, Lucas começou a fazer vários shows de humor por todo o Brasil, seguindo a linha do stand up comedy, e de imitações. Em 2018 chegou a fazer um show de humor junto com o também comediante Talokudo, na cidade de Mossoró RN.

## Vida pessoal
Em 2017, Lucas participou do quadro Dança dos Famosos, onde se apaixonou por Nathalia Melo e pediu a parceira em namoro na frente do público ao vivo. Após três meses de relacionamento, noivaram. O relacionamento chegou ao fim em 2019.  Antes, Lucas Veloso namorou a digital influencer Rayannara Lira.

## Filmografia

### Televisão
| Ano       | Título              | Personagem                  | Notas                     |
| --------- | ------------------- | --------------------------- | ------------------------- |
| 2016      | Velho Chico         | Lucas                       |                           |
| 2017      | Os Trapalhões       | Didico / Vários personagens |                           |
| 2017      | Dança dos Famosos   | Participante                | Temporada 14              |
| 2018      | Dra. Darci          | Caveirinha                  | Episódio: "Filho do Pai"  |
| 2019–2020 | A Vila              | Jonatas                     | Temporadas 3–4            |
| 2020      | Dra. Darci          | Nico                        | Temporadas 2–3            |
| 2020–2021 | Domingo Espetacular | Repórter                    |                           |
| 2022      | Família Paraíso     | Bruce Lee                   | Episódio: "A Recepção"    |
| 2022      | Cine Holliúdy       | Saia Vermelha               | Episódio: "25 de outubro" |

### Cinema
| Ano  | Título                   | Personagem  |
| ---- | ------------------------ | ----------- |
| 2019 | O Parque dos Sonhos      | Gus (voz)   |
| 2021 | Patrulha Canina: O Filme | Butch (voz) |
| 2021 | Detetive Madeinusa       | Juca Lobato |

## Prêmios e indicações
| Ano  | Prêmio               | Categoria             | Trabalho      | Resultado | Ref |
| ---- | -------------------- | --------------------- | ------------- | --------- | --- |
| 2016 | Melhores Do Ano 2016 | Melhor Ator Revelação | Velho Chico   | Indicado  |     |
| 2017 | Melhores Do Ano 2017 | Comédia               | Os Trapalhões | Venceu    |     |

### Enquetes digitais
| Ano  | Prêmio    | Categoria             | Trabalho indicado | Resultado | Ref |
| ---- | --------- | --------------------- | ----------------- | --------- | --- |
| 2017 | Prêmio F5 | Melhor Ator Revelação | Os Trapalhões     | Venceu    |     |